# Anthaxia gottwaldi
Anthaxia gottwaldi es una especie de escarabajo del género Anthaxia, familia Buprestidae. Fue descrita científicamente por Brandl & Mühle en 2008.